# Rhaphidostegium crithmifolium
Rhaphidostegium crithmifolium là một loài Rêu trong họ Sematophyllaceae. Loài này được (Hampe) A. Jaeger miêu tả khoa học đầu tiên năm 1878.